# Soderup Sogn
Soderup Sogn er et sogn i Holbæk Provsti (Roskilde Stift).
I 1800-tallet var Kirke Eskilstrup Sogn anneks til Soderup Sogn. Begge sogne hørte til Merløse Herred i Holbæk Amt. Soderup-Eskilstrup sognekommune blev ved kommunalreformen i 1970 indlemmet i Tølløse Kommune, der ved strukturreformen i 2007 indgik i Holbæk Kommune.
I Soderup Sogn ligger Soderup Kirke.
I sognet findes følgende autoriserede stednavne:
- Agerup (bebyggelse, ejerlav)
- Bukkerup (bebyggelse, ejerlav)
- Ebberup (bebyggelse, ejerlav)
- Enghave (bebyggelse)
- Flintehuse (bebyggelse)
- Fristrup Mølle (bebyggelse)
- Grønnebjerg (bebyggelse)
- Kvarmløse (bebyggelse, ejerlav)
- Maglemose (bebyggelse)
- Nørre Eskilstrup (bebyggelse, ejerlav)
- Præstemark (bebyggelse)
- Smidstrup (bebyggelse, ejerlav)
- Smidstrup Old (bebyggelse)
- Soderup (bebyggelse, ejerlav)
- Tingerup (bebyggelse, ejerlav)
- Tysinge Mose (areal)
- Vinkelhuse (bebyggelse)
- Aastrup (ejerlav, landbrugsejendom)